# Ciliopempelia hyrcanella
Ciliopempelia hyrcanella är en fjärilsart som beskrevs av Hans Georg Amsel 1961. Ciliopempelia hyrcanella ingår i släktet Ciliopempelia och familjen mott. Inga underarter finns listade i Catalogue of Life.